# Мечты Курильщика
«Мечты Курильщика» (англ. «Musings of a Cigarette Smoking Man») — 7-й эпизод 4-го сезона сериала «Секретные материалы». Премьера состоялась 17 ноября 1996 года на телеканале FOX. Эпизод позволяет более подробно раскрыть так называемую «мифологию сериала», заданную в пилотной серии Режиссёр — Джеймс Вонг, автор сценария — Глен Морган, приглашённые звёзды — Уильям Дэвис, Крис Оуэнс, Том Брэйдвуд.
В США серия получила рейтинг домохозяйств Нильсена, равный 10,7, который означает, что в день выхода серию посмотрели 17,09 миллиона человек.
Главные герои серии — Фокс Малдер (Дэвид Духовны) и Дана Скалли (Джиллиан Андерсон), агенты ФБР, расследующие сложно поддающиеся научному объяснению преступления, называемые Секретными материалами.

## Сюжет
Курильщик, вооружённый снайперской винтовкой и оборудованием для негласного наблюдения, шпионит за встречей Фокса Малдера, Даны Скалли и одинокого стрелка Фрохики. Последний сообщает об обнаружении информации о загадочном прошлом Курильщика. Согласно ей, его отца казнили как коммунистического шпиона, а мать умерла от рака лёгких, из-за чего он вырос в различных среднезападных приютах.
1962 год. Курильщик — капитан армии США, пребывающий в Форте-Брэгг в Северной Каролине. Он разговаривает со своим другом и подчинённым солдатом Биллом Малдером, который показывает фотографию своего маленького сына Фокса. Курильщика приглашают на встречу с генералом и несколькими странными людьми в костюмах. Они поручают ему убить президента США Джона Кеннеди. В ноябре 1963 года, под видом «Мистера Ханта», Курильщик стреляет в Джона Кеннеди, свалив всё на Ли Харви Освальда. После этого он выкуривает свою первую сигарету из пачки «Морли», данной Освальдом.
1967 год. Курильщик под псевдонимом «Рауль Бладворт» пишет роман Риск — благородное дело: Приключения Джэка Колкветта (англ. Take a Chance: a Jack Colquette Adventure), в котором в приукрашенной форме рассказывает о своей жизни. Услышав выступление Мартина Лютера Кинга с критикой в адрес распределения богатства внутри США и отношения властей страны к социальным революциям за рубежом, Курильщик проводит встречу с группой людей, среди которых — глава ФБР Джон Эдгар Гувер. В отличие от большинства из них, Курильщик признаёт принципы и упорство Кинга, однако по его мнению дальнейший рост его популярности может навредить участию США во Вьетнамской войне и других прибыльных военных действиях. Он убеждает группу организовать убийство Кинга, лично застрелив активиста (4 апреля 1968 года). Также указывается ответственность Курильщика за убийство 4 июня 1968 года бывшего генерального прокурора и участника президентских выборов Роберта Кеннеди. Вскоре после этого издательство отказывается выпускать его роман.
В 1991 году Курильщик встречается со своими оперативниками, их дальнейшее общение указывает на его причастность к скандалу вокруг Аниты Хилл и судебному процессу над Родни Кингом. Курильщик отмечает, что Баффало Биллс не выиграют будущий Супербоул, а также признаётся в отравлении советского вратаря во избежание победы СССР в хоккейном матче «Чудо на льду». Один из подчинённых Курильщика приглашает его на семейный обед. Однако тот вежливо отказывается, так как планирует посетить семью. На обратном пути после встречи он раздаёт каждому из своих сотрудников по рождественскому подарку. Все получают одну и ту же вещь — полосатый галстук. Курильщик проходит около офиса Фокса Малдера.
Позже, пребывая дома, Курильщик получает срочный телефонный звонок от Глубокой Глотки, с которым встречается на месте крушения НЛО. Рядом обнаруживается живой инопланетянин, переживший катастрофу. Глубокая Глотка и Курильщик вспоминают о том, как много раз они поменяли ход мировой истории. Далее дуэт бросает монету, чтобы решить, кто убьёт пришельца. Глубокая Глотка проигрывает, после чего пристреливает существо.
Через несколько месяцев, в марте 1992 года, Курильщик посещает мероприятие, на котором Скалли приобщается к работе в «Секретных материалах» и подслушивает первую встречу агентов. В 1996 году он получает письмо, согласно которому его роман будет опубликован по частям в журнале Roman a Clef. Он составляет заявление об уходе, после чего нетерпеливо идёт покупать журнал в киоске. Однако издание оказывается низкопробным чтивом, редакция которого ещё и поменяла концовку произведения. Погрустневший Курильщик садится на скамейку рядом с бездомным, и произносит монолог о том, что «жизнь разочаровывает так же, как коробка конфет». Он рвёт своё заявление об отставке и оставляет журнал на скамейке.
Настоящее время. Фрохики сообщает Малдеру и Скалли, что всё рассказанное им основано на публикации в журнале, подписчиком которого он является. Сообщив агентам о своем решении добыть доказательства истории через знакомого хакера, Фрохики выходит из редакции, где проходила их встреча. В момент его ухода Курильщик прицеливается в него из винтовки. Имея идеальные условия для смертельного выстрела, он решает не убивать Фрохики, процитировав последнюю строку своего не вышедшего романа: «Я могу тебя убить в любой момент… Но не сегодня».

## Производство

### Съёмки
Продюсер Д. П. Финн координировал съёмки, посвящённые убийству Курильщиком Джона Кеннеди. Связанная с этим часть эпизода была снята в окрестностях Ванкувера, похожих на Дили-Плазу. Дизайнеры по костюмам изучали воссозданный для фильма JFK розовый наряд Жаклин Кеннеди, чтобы создать аналогичную модель. Автомобиль SS-100-X был создан технических координатором Найджелом Хабгудом на основе сильно изменённой модели Lincoln Continental. Дэвис отмечал помощь, оказанную ему Джеймсом Вонгом при работе над рядом сцен, в том числе над отсылкой к фильму Форрест Гамп.
Исполнивший роль молодого Курильщика актёр Крис Оуэнс для сохранения преемственности потратил много времени на изучение того, как именно Дэвис курит сигареты. Позже Оуэнс снова сыграл роль молодого Курильщика в эпизоде «Демоны», а также исполнил в последующих сезонах роль Джеффри Спендера (сына Курильщика). Эпизод стал первым в истории сериала, участие в котором не принимал Малдер, в то время как Скалли была показана в архивных кадрах из «пилотной серии». Хотя авторы изначально не планировали давать главным актёрам «выходной день», последующий поворот событий весьма порадовал Дэвида Духовны.